# 熊本英学校事件
熊本英学校事件（くまもとえいがっこうじけん）は、1892年（明治24年）に熊本英学校で起こったキリスト教弾圧事件である。「奥村禎次郎事件」とも呼ばれる。
1892年1月11日、私立熊本英学校の校長に蔵原惟郭が就任する際に、同校の教員奥村禎次郎が演説を行った。奥村は演説の中で国際的な博愛平和主義を述べた。
しかし、これが教育勅語の趣旨に反する発言だとされ、九州日日新聞などが奥村を誹謗中傷した。これよって憤慨した青年の中には、英学校に決闘状をおくる者さえ生じた。学校側は九州日日新聞に記事の取り消しを要求したが、新聞社は応じなかった。
1月25日、熊本県知事松平正直は、英学校に奥村の解雇を命じた。蔵原校長は奥村を弁護し、評議会も知事に解雇命令の撤回を要求した。しかし、生徒会が集会を開いて知事命令の支持を決議し、評議会もこれに同調した。
柏木義円ら11名の教員は声明文を出し、学校側に対して知事命令の撤回を要求したが、これが聞き入られなかったので辞職した。